# De temporum fine comoedia – Das Spiel vom Ende der Zeiten
De temporum fine comoedia – Das Spiel vom Ende der Zeiten (auch: De temporum fine comœdia) ist eine Oratorienoper von Carl Orff.

## Werkbeschreibung
De temporum fine comoedia ist Orffs letztes großes Werk, in dem er sich mit mythologischen Vorstellungen der Endzeit auseinandersetzt. Das von Orff selbst verfasste Libretto in altgriechischer, lateinischer und deutscher Sprache beruht in Teilen auf Vorlagen aus den Sibyllinischen Weissagungen und orphischen Hymnen. Am Ende klingt das Werk mit einem Kanon für vier Violen aus, den Orff bereits 1921 komponiert hatte, in dem verschlüsselt Johann Sebastian Bachs Choral Vor deinen Thron tret ich hiermit herauszuhören ist.

## Gestaltung

### Aufbau
Das Werk ist in drei Bilder gegliedert:
1. Die Sibyllen
Die Sibyllen rühmen Gott als den Schöpfer der Welt und des Kosmos, drohen aber prophetisch mit dem kommenden Weltgericht: nur die Gerechten werden gerettet, die Gottlosen aber auf ewig zugrunde gehen.
2. Die Anachoreten
Die Anachoreten setzen den Prophezeiungen ein trotziges „Nein“ entgegen: der Schöpfer werde keines seiner Geschöpfe dem Untergang und ewiger Verdammnis preisgeben, selbst der Teufel habe seinen Platz in Gottes Plan. Wann aber das Ende der Zeit sein werde, wisse nur Gott.
3. „Dies illa“
Die letzten Menschen beklagen das Ende der Welt und stimmen in Kyrie-Rufe ein, die in einem Dämonenbann kulminieren. Luzifer erscheint und wird stufenweise zu dem „Lichtträger“ zurückverwandelt, der er ursprünglich war. Von ferne erklingen die Stimmen der Welt und des Himmels.

### Instrumentation
- sechs Flöten (auch Piccoloflöten), sechs  Es-Klarinetten (auch drei Klarinetten), Kontrafagott
- sechs Hörner, acht Trompeten, sechs Posaunen, Tuba
- Violen-Quartett, acht Kontrabässe
- großes Schlagwerk (25–30 Spieler: drei kleine Trommeln, sechs Schellentrommeln, drei Rührtrommeln, große Trommel mit Becken, große Trommel, drei Darabukkas, drei Tomtoms, sechs Congas, Bass-Conga, vier kleine Pauken mit Holzplatte, fünf Pauken, Crotales, hängendes Becken, Becken, drei Tamtams, zwei große Tamtams, Gong, Dobachi, fünf hohe Bronzeglocken, Röhrenglocken, Güiro, Peitsche, Maracas, sechs Kastagnetten, Hyoshigi, Angklung, drei Holzglocken, fünf Holzblock-Trommeln, Ratsche, Doppelratsche, drei große Kirchenratschen, elf Gläser (oder Glasharfe), zwei Glockenspiele, Steinspiel, Metallophon, Xylophon, Tenor-Xylophon, Bass-Xylophon, zwei Marimbaphone)
- Celesta, drei Harfen, drei Klaviere, elektronische Orgel, Orgel
- Tonband-Einspielungen: Piccoloflöte, zwei Trompeten, Pauken, Schlagwerk (Crotales, Glockenspiel, Marimbaphon, Windmaschine)

## Geschichte

### Entstehung
Carl Orff arbeitete rund ein Jahrzehnt, von 1960 bis 1970, an dem Textbuch. Die Komposition entstand ab 1969 und wurde am 20. Februar 1971 beendet.

### Aufführungsgeschichte
Das Werk wurde 1973 bei den Salzburger Festspielen von Herbert von Karajan, musikalisch einstudiert von Gerhard Lenssen, mit einer Gruppe renommierter Solisten in der Regie von August Everding uraufgeführt.
1977 wurde das Werk in Stuttgart unter Ferdinand Leitner konzertant aufgeführt. 1979 überarbeitete der Komponist sein Werk. Diese neue Version wurde 1980 in München unter Rafael Kubelík ebenfalls konzertant aufgeführt. Für die Drucklegung der Partitur 1981 überarbeitete Orff das Werk erneut. Diese letzte Fassung wurde am 15. Mai 1994 im Theater Ulm szenisch uraufgeführt. Konzertante Aufführungen fanden 1994 und 1995 in München statt. 1999 wurde das Werk im Rahmen der DomStufen-Festspiele in Erfurt gespielt, 2010 im Staatstheater Darmstadt. Die bislang einzige Aufführung außerhalb des deutschsprachigen Raums gab es 2007 in Moskau.
In der Endfassung von 1981 stand das Werk 2022 in einer Inszenierung von Romeo Castellucci und unter der musikalischen Leitung von Teodor Currentzis erneut auf dem Spielplan der Salzburger Festspiele, gekoppelt mit Béla Bartóks Herzog Blaubarts Burg.
Der Hans-Sachs-Chor Nürnberg e. V. hatte 2023 zwei Aufführungen des Werks: Meistersingerhalle Nürnberg (9. Juli 2023) und Bergwaldtheater Weißenburg (15. Juli 2023).

## Aufnahmen / Diskographie
- Anna Tomowa-Sintow, Christa Ludwig, Peter Schreier, Josef Greindl, Rolf Boysen; Kölner Rundfunkchor, RIAS-Kammerchor, Tölzer Knabenchor; Kölner Rundfunk-Sinfonie-Orchester; Herbert von Karajan. Deutsche Grammophon 1973